# Maurice Hervey
Maurice Hervey est un homme politique français né le 12 novembre 1855 à Paris et mort le 14 novembre 1936 à Notre-Dame-du-Vaudreuil (Eure).

## Biographie
Ancien élève de l'école Polytechnique (X 1876) et breveté de l'école de Guerre, il quitte l'armée en 1890 pour s'occuper de la gestion de ses domaines. Conseiller général, il est élu sénateur de l'Eure en 1912, et le reste jusqu'à son décès en 1936. Actif sur les questions budgétaires. Il est vice-président du Sénat de 1925 à 1928.
En 1909 et en 1933, il est président de la Société libre d'agriculture, sciences, arts et belles-lettres de l'Eure.

## Distinctions
- Chevalier de la Légion d'honneur du 31 juillet 1915 (chef d'escadron de réserve à l'État Major de la 18ème région)

## Sources
- « Maurice Hervey », dans le Dictionnaire des parlementaires français (1889-1940), sous la direction de Jean Jolly, PUF, 1960 [détail de l’édition]
- Jean-Pierre Chaline (dir.) et Anne-Marie Sohn (dir.), Dictionnaire des parlementaires de Haute-Normandie 1871-1940, Rouen, Publications de l'Université de Rouen, 2000, 352 p., 24×16 cm (ISBN 2-87775-294-1), p. 157-158